# Gerhard Schulmeyer
Gerhard Schulmeyer (voller Name Gerhard Hans Schulmeyer, * 17. September 1938 in Mörfelden/Hessen, heutiges Mörfelden-Walldorf) ist ein deutscher Manager und ehemaliger Vorstandsvorsitzender von Siemens-Nixdorf (1994–1998).

## Beruflicher Werdegang
Gerhard Schulmeyer machte nach seiner Schulzeit zunächst von 1955 bis 1958 eine Lehre bei der damaligen Braun AG in Kronberg. 1962 erwarb er einen Bachelor of Science in Electronic Engineering an der Ingenieurschule in Frankfurt (vermutlich der deutsche Fachhochschulabschluss in Elektrotechnik). Von 1966 bis 1967 erwarb er den Bachelor of Science in International Business an der Akademie für Welthandel der Universität Frankfurt (Bezeichnung des deutschen Abschlusses unbekannt). Von 1973 bis 1974 erwarb er den Master of Science in Management Science (MBA) an der MIT Sloan School of Management.
Anschließend durchlief er verschiedene Stationen bei Braun bzw. Gillette, die Braun 1967 übernommen hatten. 1980 wechselte er zu Motorola, wo er ab 1985 als Senior VP und General Manager agierte. Von 1989 bis 1994 war er nach eigenen Angaben Group Executive Vice President bei ABB.
Von 1994 bis 1998 war er Vorstandsvorsitzender von Siemens-Nixdorf. Nach der Auflösung von Siemens-Nixdorf war er bis 2001 Präsident und CEO der Siemens Corporation USA. Von 2000 bis 2006 war er Professor an der MIT Sloan School of Management.
Er war Mitglied im Board von Alcan (inzwischen Rio Tinto Alcan), Arthur D. Little, Ingram Micro, Korn/Ferry International sowie Zürich Financial Services.

## Wirkung bei Siemens Nixdorf
Die umfangreichen Veränderungen, die Gerhard Schulmeyer bei Siemens Nixdorf einleitete, wurden in der Wissenschaft mehrfach untersucht. Danach kreierte er ein eigenes Programm (Change Program), welches auf drei Säulen ruhte:
- Verhaltensänderung der Manager und Angestellten (Behaviour of managers and employess)
- Änderung des Arbeitssystems (work system)
- Änderung der Prozesse

Das Programm führte dazu, dass Siemens Nixdorf 1996 wieder in die Gewinnzone zurückkehrte.